# Operação elementar (matrizes)
Em matemática, uma matriz elementar é uma matriz que difere da matriz identidade por uma única operação elementar de linha. As matrizes elementares geram o grupo linear geral de matrizes invertíveis. A multiplicação à esquerda (pré-multiplicação) por uma matriz elementar representa operações elementares de linha, enquanto a multiplicação à direita (pós-multiplicação) representa operações elementares de coluna.
Operações elementares de linha são usadas na eliminação gaussiana para reduzir a matriz a forma escalonada. Elas também são usadas na eliminação de Gauss-Jordan para reduzir ainda mais a matriz à forma reduzida escalonada.

## Operações elementares de linha
Existem três tipos de matrizes elementares, que correspondem a três tipos de operações de linha (respectivamente, operações de coluna):
Troca de linhaUma linha dentro da matriz pode ser alternada com outra linha.
{\displaystyle L_{i}\leftrightarrow L_{j}}
Multiplicação de linhaCada elemento em uma linha pode ser multiplicado por uma constante diferente de zero.
{\displaystyle kL_{i}\rightarrow L_{i},\ {\mbox{onde }}k\neq 0}
Adição de linhaUma linha pode ser substituída pela soma dessa linha e um múltiplo de outra linha.
{\displaystyle L_{i}+kL_{j}\rightarrow L_{i},{\mbox{onde }}i\neq j}
Se {\displaystyle E} é uma matriz elementar, como descrito abaixo, para aplicar a operação de linha elementar a uma matriz {\displaystyle A}, multiplica-se {\displaystyle A} pela matriz elementar à esquerda, {\displaystyle E\!A}. A matriz elementar para qualquer operação de linha é obtida executando a operação na matriz identidade.

### Transformações de comutação de linha
O primeiro tipo de operação de linha em uma matriz {\displaystyle A} alterna todos os elementos da matriz na linha {\displaystyle i} com seus equivalentes na linha {\displaystyle j}. A matriz elementar correspondente é obtida trocando a linha {\displaystyle i} e a linha {\displaystyle j} da matriz identidade.
{\displaystyle T_{i,j}={\begin{bmatrix}1&&&&&&\\&\ddots &&&&&\\&&0&&1&&\\&&&\ddots &&&\\&&1&&0&&\\&&&&&\ddots &\\&&&&&&1\end{bmatrix}}}
Então {\displaystyle T_{ij}A} é a matriz produzida pela troca da linha {\displaystyle i} e {\displaystyle j} de {\displaystyle A}.

#### Propriedades
- A inversa dessa matriz é ela mesma: {\displaystyle T_{ij}^{-1}=T_{ij}.}
- Como o determinante da matriz de identidade é a unidade, {\displaystyle det[T_{ij}]=-1}.  Segue-se que, para qualquer matriz quadrada {\displaystyle A} (do tamanho correto), temos {\displaystyle det[T_{ij}A]=-det[A]}

### Transformações de multiplicação de linhas
O próximo tipo de operação de linha em uma matriz {\displaystyle A} multiplica todos os elementos da linha {\displaystyle i} por {\displaystyle m}, em que {\displaystyle m} é um escalar diferente de zero (geralmente um número real). A matriz elementar correspondente é uma matriz diagonal, com entradas diagonais 1 em todos os lugares, exceto na {\displaystyle i}-ésima posição, onde é {\displaystyle m}.
{\displaystyle D_{i}(m)={\begin{bmatrix}1&&&&&&\\&\ddots &&&&&\\&&1&&&&\\&&&m&&&\\&&&&1&&\\&&&&&\ddots &\\&&&&&&1\end{bmatrix}}}
Então {\displaystyle D_{i}\!(m)\!A} é a matriz produzida a partir da multiplicação da linha {\displaystyle i} por {\displaystyle m}.

#### Propriedades
- A inversa dessa matriz é: {\displaystyle D_{i}(m)^{-1}=D_{i}({\frac {1}{m}})}
- A matriz e sua inversa são matrizes diagonais.
- {\displaystyle det[D_{i}(m)]=m}. Portanto, para uma matriz quadrada {\displaystyle A} (do tamanho correto), temos {\displaystyle det[D_{i}(m)A]=m\ det[A]}.

### Transformações de adição de linha
O tipo final de operação de linha em uma matriz {\displaystyle A} adiciona a linha {\displaystyle i} multiplicada por um escalar {\displaystyle m} à linha {\displaystyle j}. A matriz elementar correspondente é a matriz identidade, mas com um {\displaystyle m} na posição {\displaystyle (j,i)}.
{\displaystyle U_{ij}(m)={\begin{bmatrix}1&&&&&&\\&\ddots &&&&&\\&&1&&&&\\&&&\ddots &&&\\&&m&&1&&\\&&&&&\ddots &\\&&&&&&1\end{bmatrix}}}
Então {\displaystyle U_{ij}(m)A} é a matriz produzida a partir de {\displaystyle A} adicionando {\displaystyle m} vezes a linha {\displaystyle i} à linha {\displaystyle j}. E {\displaystyle AU_{ij}(m)} é a matriz produzida a partir de {\displaystyle A} adicionando {\displaystyle m} vezes a coluna {\displaystyle j} à coluna {\displaystyle i}.

#### Propriedades
- Essas transformações são uma espécie de transformação de cisalhamento.
- {\displaystyle U_{ij}(m)^{-1}=U_{ij}(-m)} (matriz inversa).
- A matriz e sua inversa são matrizes triangulares.
- {\displaystyle det[L_{ij}(m)]=1}. Portanto, para uma matriz quadrada {\displaystyle A} (do tamanho correto) temos {\displaystyle det[L_{ij}(m)A]=det[A]}.
- As transformações de adição de linha satisfazem as relações de Steinberg.